# Aurora, czyli Jutrzenka o poranku
Aurora, czyli Jutrzenka o poranku – pierwsze, powstałe w 1612 roku dzieło Jakuba Böhmego. Opisuje jego mistyczne doznanie sprzed 12 lat. Praca początkowo krążyła jako ręczne odpisy pomiędzy znajomymi. Dzieło skonfiskowane przez radę miejską Görlitz na wniosek proboszcza lokalnej parafii Kościoła ewangelicko-augsburskiego (luterańskiego). Książka zachowała się we fragmentach.